# Kypuche
Kypuche (em ucraniano:  Кипуче, em russo:  Кипучее) é uma cidade da Ucrânia, situada no Oblast de Luhansk. Tem 19,2 km² de área e sua população em 2020 foi estimada em 7.373 habitantes.